# Rezando en soledad
Rezando en soledad es una canción de la cantante Mónica Naranjo producida por esta y Cristóbal Sansano e incluida en el año 1997 en el segundo álbum de estudio de la cantante, Palabra de mujer.
En 1999 "Rezando en soledad" fue lanzada en España, como el octavo y último sencillo de Palabra de mujer. 

## Créditos
- Voz principal - Mónica Naranjo.
- Escritor - José Manuel Navarro.
- Compositor - Mónica Naranjo, Cristóbal Sansano.
- Productor: - Mónica Naranjo, Cristóbal Sansano.
- Programador - Cristóbal Sansano.

## Versiones y Remixes

### Estudio
- Album version — 04:51

### Directo
- 4.0 Tour

## Formatos
| Promo CD (SAMPCS 6794) 1. "Rezando en soledad" — 4:51 Palabra de mujer Promo CD (2-000321) 1. "Desátame" — 4:49 2. "Entender el amor" — 5:26 3. "Rezando en soledad" — 4:51 |

- Datos: Q6107473